# Sciron enolae
Sciron enolae är en stekelart som beskrevs av Berry 1990. Sciron enolae ingår i släktet Sciron och familjen brokparasitsteklar. Inga underarter finns listade i Catalogue of Life.